# 大麻镇 (大埔县)
大麻镇，是中华人民共和国广东省梅州市大埔县下辖的一个乡镇级行政单位，政府驻地大麻社区麻中街。此地因古代盛产同名植物大麻（火麻）而得名。

## 行政区划
大麻镇下辖以下地区：
大麻社区、北埔村、南坑村、敬里村、恭上村、恭下村、中兰村、莲塘村、青里村、附麻村、大留村、小留村、小麻村、裕州村、麻西村、岐丰村、桃石村、坑尾村、中村、下村、那口村、水兴村和水口村。